# آنا بلينكوفا
آنا بلينكوفا (بالروسية: Анна Владимировна Блинкова)‏ مواليد 10 سبتمبر 1998 في موسكو، هي لاعبة كرة مضرب روسية وتحتل حالياً المرتبة 117 (21 أغسطس 2017) في تصنيف رابطة محترفات كرة المضرب.

## روابط خارجية
- آنا بلينكوفا على موقع رابطة محترفات التنس (الإنجليزية)
- آنا بلينكوفا على موقع الاتحاد الدولي لكرة المضرب (الإنجليزية)
- آنا بلينكوفا على موقع كأس بيلي جين كينغ (الإنجليزية)
- آنا بلينكوفا على موقع بطولة ويمبلدون (الإنجليزية)
- آنا بلينكوفا على موقع خلاصة التنس.كوم (الإنجليزية)
- آنا بلينكوفا على موقع إي إس بي إن.كوم (الإنجليزية)